# 川柳居酒屋なつみ
『川柳居酒屋なつみ』（せんりゅういざかやなつみ）は、テレビ朝日で2019年4月3日から2021年9月25日まで放送されていたバラエティ番組であり、宇賀なつみの冠番組である。

## 概要
2019年3月でテレビ朝日を退社した宇賀が、フリーアナウンサーに転身後、初となる冠レギュラー番組である。
宇賀が「小料理屋の女将」として、来店した有名人ゲストが酒を飲みながら、「溜まった思い」や「グチ」を川柳として引き出すといった内容。宇賀のほかに『常連客』と称するレギュラーも出演しており、開始から2020年3月まではムロツヨシ、2020年4月からは尾上松也がその役を担っていた。
川柳の監修は、川柳家の水野タケシ。
2020年10月改編により、同月31日（30日深夜）からは、ネオバズ枠になり、地上波では毎月第4土曜日の0時50分 - 1時20分（金曜日深夜）のみの放送となり、毎月第1〜3週はABEMAで配信されることとなった。
2021年9月25日放送分で番組終了した
。

## 出演者
- 川柳居酒屋の女将 - 宇賀なつみ
- たまに来る常連客 - ムロツヨシ（2019年4月3日 - 2020年3月25日）
- たまに来る常連客 - 尾上松也[6]（2020年4月1日 - ）

## ネット局

### 2020年9月まで
| 放送対象地域 | 放送局              | 系列           | 放送時間                     | 放送期間      | ネット状況 |
| ------------ | ------------------- | -------------- | ---------------------------- | ------------- | ---------- |
| 関東広域圏   | テレビ朝日（EX）    | テレビ朝日系列 | 水曜 1:56 - 2:21（火曜深夜） | 2019年4月3日  | 制作局     |
| 青森県       | 青森朝日放送（ABA） | テレビ朝日系列 | 木曜 0:45 - 1:10（水曜深夜） | 2019年6月13日 | 遅れネット |
| 秋田県       | 秋田朝日放送（AAB） | テレビ朝日系列 | 金曜 0:50- 1:15（木曜深夜）  | 2019年4月19日 | 遅れネット |
| 福島県       | 福島放送（KFB）     | テレビ朝日系列 | 日曜 0:35 - 1:00（土曜深夜） | 2019年7月7日  | 遅れネット |
| 山口県       | 山口朝日放送（yab） | テレビ朝日系列 | 火曜 1:10 - 1:35（水曜深夜） | 不明          | 遅れネット |

#### 過去のネット局
- 新潟県・新潟テレビ21：金曜 0:55 - 1:25（木曜深夜）[注 3]

### インターネット配信
最新回配信はテレビ朝日の放送日基準のため、遅れネット局では最新回の配信開始に遅れて放送される。
| 配信元               | 更新日時       | 配信期間 | 備考                 |
| -------------------- | -------------- | -------- | -------------------- |
| テレ朝キャッチアップ | 水曜 2:00 更新 | 7日      | 最新回限定で無料配信 |
| TVer                 | 水曜 2:00 更新 | 7日      | 最新回限定で無料配信 |
| GYAO!                | 水曜 2:00 更新 | 7日      | 最新回限定で無料配信 |
| ABEMAビデオ          | 水曜 2:00 更新 | 7日      | 最新回限定で無料配信 |
| TELASA               | 過去分         | 過去分   | 有料配信             |

### 2020年10月から
| 配信元      | 更新日時  | 配信期間 | 備考                 |
| ----------- | --------- | -------- | -------------------- |
| ABEMAビデオ | 金曜 更新 | 7日      | 最新回限定で無料配信 |
| TELASA      | 過去分    | 過去分   | 有料配信             |

## スタッフ（2021年5月以降）
- ナレーター：目黒光祐
- 構成：都築浩、小杉四駆郎
- 川柳協力：水野タケシ
- TM/SW：住田清志
- カメラ：時田将光
- VE：石原敬太
- VTR：小川博
- 照明：岡本勝彦
- 音声：藤本樹恒
- 美術：小山晃弘
- デザイン：森みどり
- 美術進行：高崎絵織
- 大道具：松本友博
- 小道具：鳴嶋篤史
- 電飾：白井優美
- メイク：荻山夏海
- スタイリスト：近藤和貴子
- 技術協力：東京オフラインセンター
- 編集：笠井美沙希
- MA：樋口奈巳
- 音効：久坂惠昭
- TK：池田真梨絵
- 編成：大船宏樹、泉良樹
- コンテンツビジネス：里見諒
- WEB：三浦健輔
- 宣伝：山口萌
- 制作協力 - UNITED PRODUCTIONS（2019年7月まではKey Production）
- 制作スタッフ：菅澤結花、永野雄己
- アシスタントプロデューサー：中村祥子
- ディレクター：大岩タカユキ【毎週】、横堀健悟、岡田賢二、川島圭太、山田和也、安達憲一、樋口元明（以前は制作スタッフ）【週替り】（全員→UNITED PRODUCTIONS）
- プロデューサー：遠藤由一郎、碓氷容子（UNITED PRODUCTIONS、2019年7月まではKey Production）
- ゼネラルプロデューサー：樋口圭介
- 制作著作：テレビ朝日、ABEMA

### 過去のスタッフ
- メイク：川口カツラ店
- 編集：北澤孝司
- MA：寺田朋美、佐々木小都美
- 編成：西岡佐知子、新谷拓也
- 宣伝：岸田慎介
- 制作スタッフ：村野哲史、小林美香、柴崎祐輔、佐藤愛里菜
- キャスティング協力：伊部千佳子、村瀬桃子
- ディレクター：山崎正幸、高木佑